# The Journal of International Medical Research
Das Journal of International Medical Research, abgekürzt J. Int. Med. Res., ist eine wissenschaftliche Fachzeitschrift, die vom SAGE-Verlag veröffentlicht wird. Sie erscheint mit sechs Ausgaben im Jahr. Es werden Arbeiten veröffentlicht, die sich mit präklinischen und klinischen Fragestellungen beschäftigen.
Der Impact Factor lag im Jahr 2020 bei 1,671. Nach der Science Citation Index wird das Journal mit diesem Impact Factor in der Kategorie Pharmakologie und Pharmazie an 240. Stelle von 276 Zeitschriften und in der Kategorie experimentelle und forschende Medizin an 121. Stelle von 140 Zeitschriften geführt.